# Andrea Corner (1511-1551)
Andrea Corner ou Andrea Cornaro (Veneza, 18 de dezembro de 1511 - Roma, 30 de janeiro de 1551) foi um cardeal do século XVI.

## Biografia
Nasceu em Veneza em 18 de dezembro de 1511. Filho de Giacomo Cornaro. Pertenceu ao ramo Cornaro della Regina da família na linha S. Maurizio. Sobrinho dos Cardeais Marco Cornaro (1500); e Francesco Cornaro, Sr. (1527). Primo dos Cardeais Luigi Cornaro (1551); e Federico Cornaro, Sr., OSIo.Hieros. (1585). Outros membros da família promovidos ao cardinalato foram Francesco Cornaro, Jr. (1596); Federico Baldissera Bartolomeo Cornaro (1626); Giorgio Cornaro (1697); e Giovanni III Cornaro (1778). Seu sobrenome também está listado como Corner; e como Cornarus.
Abade comendador de S. Zenão, Veneza, 1523.
Eleito bispo de Brescia em 13 de março de 1532; nomeado administrador da sé até atingir a idade canônica; ocupou a sé até sua morte. Consagrado (nenhuma informação encontrada). Clérigo da Câmara Apostólica, 1534. Petrarca dedicou-lhe um Comentário (Veneza, 1541).
Criado cardeal diácono no consistório de 19 de dezembro de 1544; recebeu o barrete vermelho e a diaconia de S. Teodoro, em 9 de janeiro de 1545. Assistiu a algumas sessões do Concílio de Trento. Participou do conclave de 1549-1550, que elegeu o Papa Júlio III. Legado em Viterbo e o Patrimônio, 2 de junho de 1550. Optou pela diaconia de S. Maria in Domnica, 27 de junho de 1550. Aconselhou o papa nas relações com Veneza e o Sacro Império Romano. Além disso, foi autor de duas obras pastorais, De statu praelatorium e De residentia episcoporum , e nove coletâneas de suas cartas foram publicadas (duas no dialeto veneziano e sete em latim).
Morreu em Roma em 30 de janeiro de 1551. Sepultado na igreja de S. Agostino, Roma; e mais tarde, transferido para Veneza e sepultado no túmulo do seu antepassado na igreja de S. Salvatore